# Galagamba
Galagamba is een bestuurslaag in het regentschap Cirebon van de provincie West-Java, Indonesië. Galagamba telt 4272 inwoners (volkstelling 2010).